# Benjamín Grau
Benjamín Grau y Marín (nacido el 19 de agosto de 1945 en Barcelona, España) es un motociclista español, que disputó diferentes pruebas del Campeonato Mundial de Motociclismo  entre 1964 y 1978.

## Trayectoria deportiva

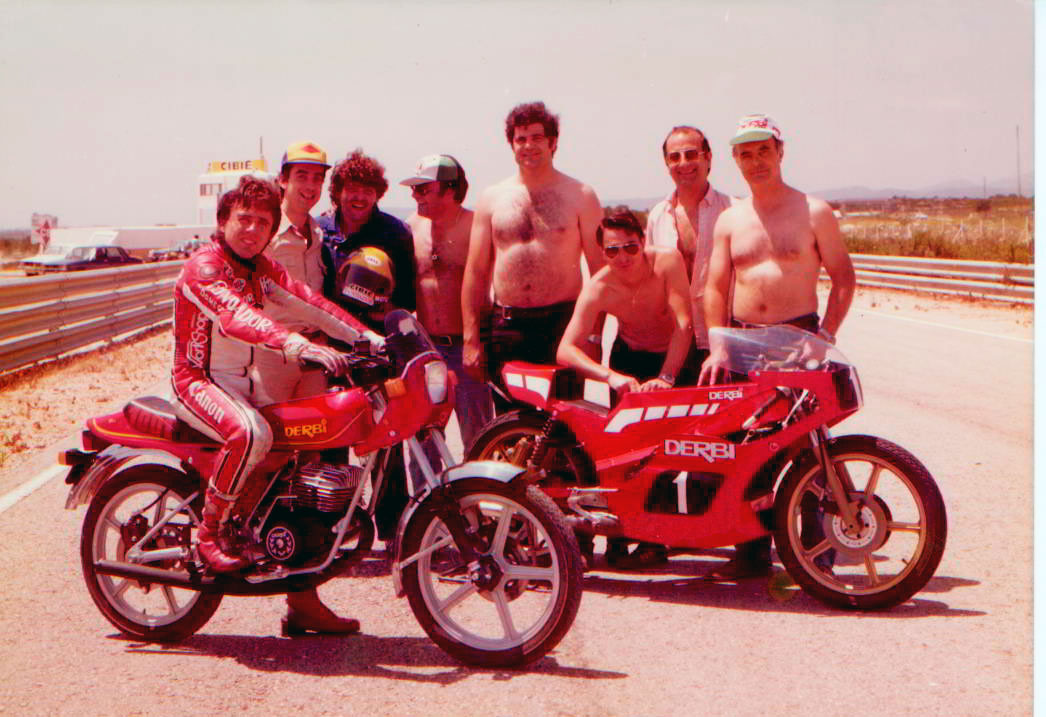
Grau con una Derbi 1001 y el equipo técnico al fondo en el Calafat hacia 1980.

Grau comienza a interesarse por el mundo de la motocicleta desde pequeño ya que su padre tenía un taller de reparaciones en Barcelona. Su carrera como piloto profesional duró hasta la década de los 90, en el que se retiró de la competición de alto nivel però aun así, continuó participando esporádicamente en carreras amateurs. A lo largo de su carrera, donde alternó la resistencia y la velocidad, fue un de los mejores especialistas en ascenso de montaña. Dentro de esta modalidad, ganó por ejemplo la Subida a Sant Feliu de Codines en 1970 y la Subida de a la Rabassada en 1977. También disputó pruebas de enduro e incluso hizo de copiloto en una carrera de sidecar, concretamente en Circuito del Jarama en ocasión del Gran Premio de España, cuando un participante lo contrató en ausencia de su copiloto habitual.
En el Campeonato Mundial de Motociclismo, disputó 16 Grandes Premios entre 1964 y 1975, con una victoria y dos podios, todos en Montjuïc. Su mejor temporada fue en 1974, en el que ganó el Gran Premio de España en 125 cc, acabando finalmente noveno en la general con solo dos carreras disputadas. Pero fue en la modalidad de la resistencia donde consiguió un mayor eco internacional gracias a sus repetidos triunfos en las 24 Horas de Montjuïc. El 1977, fichó por Honda para correr toda la temporada con la Honda 1.000 oficial. Tras citar a Pau para probar la moto en un pequeño circuito durante una mañana, los responsables de la marca japonesa le propusieron ingresar a su equipo de fábrica. Aquel año, haciendo equipo con el francés Jacques Luc, consiguió varios podios, con victoria incluida, en el Campeonato de Europa de resistencia.
Una vez retirado, Grau ha mantenido la actividad hasta bien entrado el siglo XXI. A fecha de 2001 todavía seguía compitiendo esporádicamente en carreras de veteranos, con numerosas victorias. Su última carrera fue en la edición del 2007 de las 24 Horas de Montmeló, donde corrió con una Suzuki Hayabusa a la edad de 61 años.

## Reconocimientos

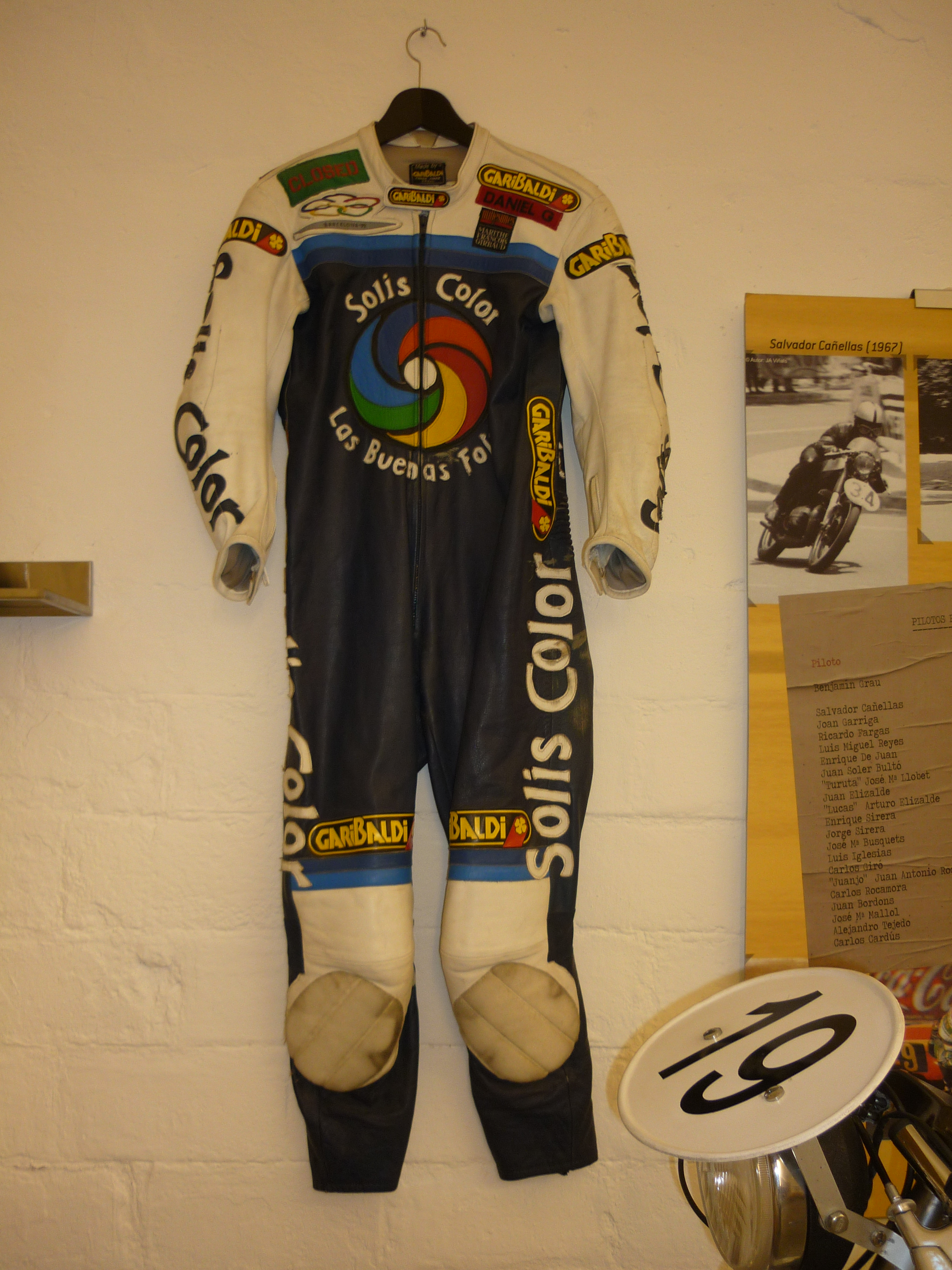
Mono utilizado por Grau en las 24 Horas de Montjuïc de 1986.

En 2019 el Motoclub Bañezano le realiza un homenaje en el 60 aniversario de la fundación del club y 65 aniversario del Gran Premio de Velocidad Ciudad de La Bañeza nombrando una de las curvas del Circuito Urbano de La Bañeza con su nombre.

## Resultados en el Campeonato del Mundo

#### Carreras por año
Sistema de puntuación desde 1950 hasta 1968:
| Posición | 1.º | 2.º | 3.º | 4.º | 5.º | 6.º |
| Puntos   | 8   | 6   | 4   | 3   | 2   | 1   |

Sistema de puntuación desde 1969 hasta 1987:
| Posición | 1.º | 2.º | 3.º | 4.º | 5.º | 6.º | 7.º | 8.º | 9.º | 10.º |
| Puntos   | 15  | 12  | 10  | 8   | 6   | 5   | 4   | 3   | 2   | 1    |

(Carreras en negrita indica pole position, carreras en cursiva indica vuelta rápida)
| Año  | Cat.   | Moto    | 1       | 2       | 3     | 4     | 5       | 6     | 7     | 8       | 9     | 10      | 11      | 12     | 13      | Pts. | Pos. |
| ---- | ------ | ------- | ------- | ------- | ----- | ----- | ------- | ----- | ----- | ------- | ----- | ------- | ------- | ------ | ------- | ---- | ---- |
| 1964 | 50 cc  | Derbi   | USA -   | ESP 5   | FRA - | IDM - | NED -   | BEL - | ALE - | FIN -   | JAP - |         |         |        |         | 2    | 10.º |
| 1965 | 50 cc  | Derbi   | USA -   | ALE 5   | ESP - | FRA - | IDM -   | NED - | BEL - | JAP -   |       |         |         |        |         | 2    | 12.º |
| 1966 | 50 cc  | Derbi   | ESP 5   | ALE -   | NED - | IDM - | NAC -   | JAP - |       |         |       |         |         |        |         | 3    | 6.º  |
| 1967 | 50 cc  | Derbi   | ESP 3   | ALE -   | FRA - | IDM - | NED -   | BEL - | JAP - |         |       |         |         |        |         | 4    | 8.º  |
| 1967 | 125cc  | Derbi   | ESP Ret | GER -   | FRA - | IOM 1 | NED -   |       | DDR - | CZE -   | FIN - | ULS -   | NAT -   | CAN -  | JPN Ret | 0    | -    |
| 1968 | 50cc   | Derbi   | ALE -   | ESP 7   | IDM - | NED - | BEL -   |       |       |         |       |         |         |        |         | 0    | -    |
| 1970 | 125cc  | Bultaco | ALE -   | FRA -   | YUG - | IDM - | NED -   | BEL - | RDA - | CHE -   | FIN - |         | NAC -   | ESP 10 |         | 1    | 52.º |
| 1971 | 125cc  | Bultaco | AUT -   | ALE -   | IDM - | NED - | BEL -   | RDA - | CHE - | SUE -   | FIN - |         | NAC -   | ESP 8  |         | 3    | 29.º |
| 1971 | 500 cc | Derbi   | AUT -   | ALE -   | IDM - | NED - | BEL -   | RDA - |       | SUE -   | FIN - | ULS -   | NAC -   | ESP 4  |         | 8    | 18.º |
| 1972 | 50cc   | Derbi   | ALE -   |         |       | NAC - |         | YUG - | NED - | BEL 7   | RDA - |         | SUE DNS |        | ESP 4   | 12   | 10.º |
| 1972 | 125 cc | Derbi   | ALE DNS | FRA -   | AUT - | NAC - | IDM -   | YUG - | NED - | BEL Ret | RDA - | CHE -   | SUE -   | FIN 6  | ESP 6   | 10   | 16.º |
| 1974 | 125cc  | Derbi   | FRA 5   | GER -   | AUT - | NAC - |         | NED - | BEL - | SUE -   |       | CHE Ret | YUG -   | ESP 1  |         | 21   | 9.º  |
| 1975 | 125cc  | Derbi   | FRA -   | ESP Ret |       | ALE - | NAC -   | BEL - | NED - | BEL -   | SUE - | FIN -   | CZE -   | YUG -  |         | 0    | -    |
| 1975 | 350 cc | Derbi   | FRA -   | ESP 3   | AUT - | ALE - | NAC -   |       | NED - | BEL -   | SUE - |         | CZE -   | YUG -  |         | 0    | -    |
| 1977 | 350cc  | Derbi   | VEN -   | AUT -   | ALE - | NAC - | ESP DNS | FRA - | YUG - | NED -   | BEL - | SUE -   | FIN -   | GBR -  |         | 0    | -    |
| 1977 | 250 cc | Yamaha  | VEN -   |         | ALE - | NAC - | ESP Ret | FRA - | YUG - | NED -   |       | SUE -   | FIN -   | GBR -  |         | 0    | -    |
| 1978 | 125cc  | Derbi   | VEN -   | ESP Ret |       | FRA - | NAC -   | NED - | BEL - | SUE -   | FIN - | GBR -   | ALE -   | CZE -  | YUG -   | 0    | -    |